# Гавриїл I Константинопольський
Гавриїл I — патріарх Константинопольський протягом кількох місяців 1596 року (можливо, з березня по серпень).

## Біографічні дані
Спочатку він був митрополитом Салонік і близьким соратником Вселенського Патріарха Єремії ІІ Траносського. Брав участь у Синоді, скликаному в травні 1593 року.
Сам він був обраний Вселенським патріархом у лютому 1596 року після усунення свого попередника, Матвія II, через порушення виборів. Його вважали здібним прелатом, і його сходження на престол вітали в надії вирішити багато проблем.
Але незабаром він захворів, а в липні або серпні того ж року помер. Чутки про те, що його отруїли, не підтвердилися. Після його смерті охоронцем престолу до грудня 1596 року був призначений митрополит Афін Феофан Карик.

## Виноски та посилання

### Виноски
1. ↑  Про обрання йому писав Александрійський Патріарх Мелетій Пігас: «...Ми всі очікуємо від вас найкращого...[2]"